# Colt Buntline
Colt Buntline Special — довгоствольний варіант револьвера Colt Single Action Army revolver, який Стюарт Н. Лейк описав у своїй найбільш продаваній, але в значній мірі вигаданій біографії 1931 року, «Вайєтт Ерп: маршал фронтіра». За словами Лейка, письменник Нед Бантлайн замовив виробництво п'ять Buntline Specials. Лейк описав їх як дуже довгоствольний револьвер Colt Single Action Army, ствол довжиною 300 мм, і заявив, що Бантлайн подарував їх п'ятьом законникам в подяку за допомогу в наданні місцевого колориту його західним байкам.
Лейк приписував револьвер Ваєтту Ерпу, але сучасні дослідники не знайшли жодних доказів у другорядних джерелах або у первинних документах про існування зброї окрім згадок у книзі Лейка. Після його публікації різні револьвери Кольта з довгими стволами (10  або 16 дюймів) почали називати Colt Buntlines або Buntline Specials. Кольт випускали револьвер у другому поколінні револьверів після 1956 року. Деякі інші виробники, наприклад, Uberti, Navy Arms та Cimarron Arms, випускали власні версії довгоствольних револьверів.

## Походження

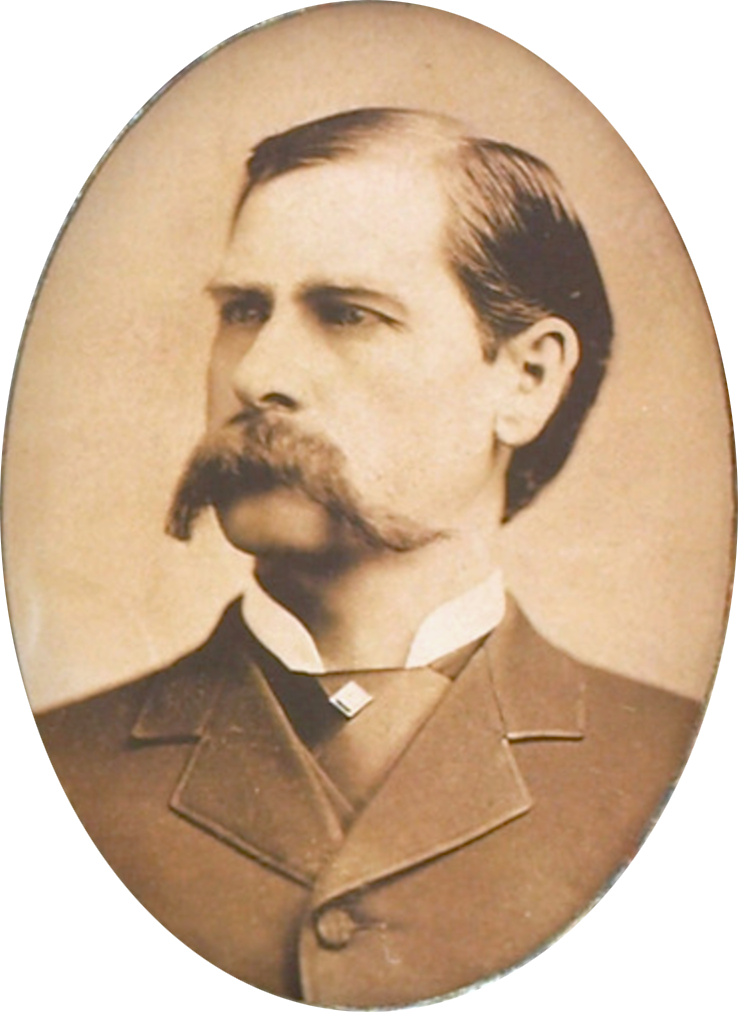
Вайєтт Ерп

Вперше револьвер описано Стюартом Лейком у художній біографії 1931 року Wyatt Earp: Frontier Marshal (Вайєтт Ерп: маршал фронтіра). Дуже популярна книга перетворила Вайєта Ерпа у «Західного супермена».:p34 Художній переказ біографії Лейком та пізніші зображення Голлівуду перебільшили статус Вайєтта як законника Дикого Заходу.

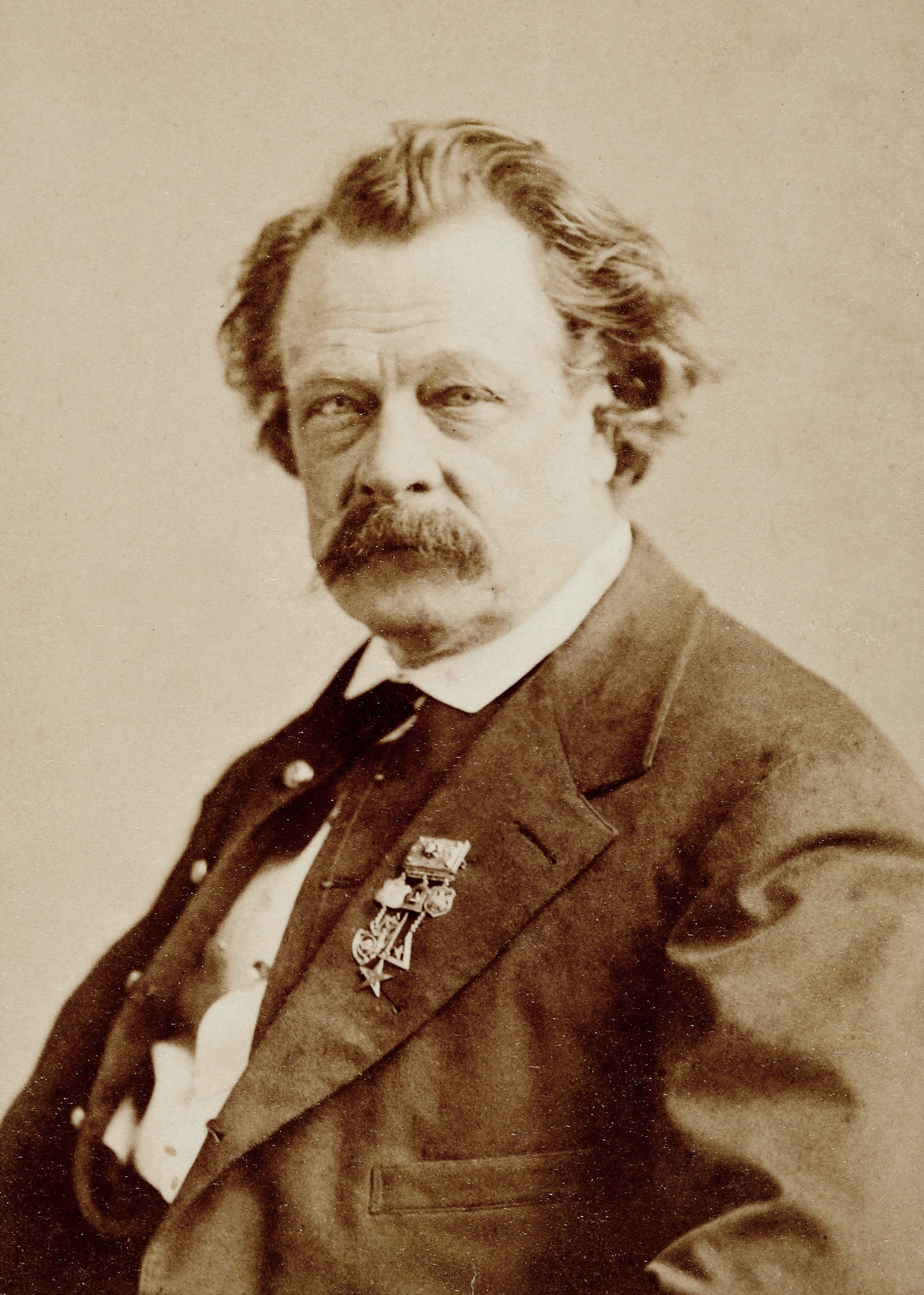
Нед Бантлайн, псевдонім романіста Едварда Зейна Керролла Джадсона.

Лейк писав, що автор бульварних романів Едвард Зейн Керролл Джадсон-старший, працюючи під псевдонімом Нед Бантлайн, замовив зброю, щоб оплачувати нею «матеріал для сотень прикордонних байок». Хоча Нед Бантлайн написав від двадцяти до двадцяти чотирьох новелл та бульварних романів, основним героєм яких був Вільям «Буфало Білл» Коді, в жодному немає згадок про Вайєтта Ерпа. Лейк стверджує, що Нед Бантлайн їздив у Додж-Сіті та робив там презентації, а потім вирушав на Норт-Платт, штат Небраска, де робив подібну презентацію Коді. Але Бантлайн подорожував на захід від Міссісіпі лише один раз в житті, у 1869 році, під час ніби-то презентації Ерпу у Додж-Сіті, Вайєтт і його брат були у Дедвуді, територія Дакоти, шукаючи золото. Насправді Ерп на той час звинувачувався у вбивстві в Додж-Сіті. Стосовно Коді, то він також не був у Норт-Платт, у той час він знаходився у Вайомінгу з кавалерією США шукаючи Сидячого Буйвола та банди шайєнів і сіу які минулого літа розбили Кастера під Літтл-Бігхорн. За словами нащадків кузенів Вайєтта Ерпа він мав при собі револьвер Кольта .45 калібру та важільний дробовик Вінчестера.
Немає точних даних який саме револьвер Ерп носив зазвичай з собою, за деякими джерелами, удень перестрілки у кораля О-Кей 26 жовтня 1881 року, він мав при собі револьвер Smith & Wesson Модель 3 з 200 мм стволом. Ерп отримав револьвер у якості подарунка від мера Тумстоуна і редактора газети The Tombstone Epitaph Джона Клама. Пізніше Лейк зізнався, що «вкладав слова в уста Вайєтту через нечітко виражену та односкладну манеру розмови».
Пізніше книга надихнула на низку історій, фільмів та телевізійних програм про бандитів та законників Додж-Сіті та Тумстоуна, включаючи телесеріал 1955—1961 «Життя та легенда Вайєтта Ерпа».

### Опис
Лейк придумав ідею револьвера, який був би більш точним і який можна було б легко модифікувати, щоб він працював аналогічно гвинтівці. За Лейком, Colt Buntline був револьвером одинарної дії під набій .45 Long Colt. Проте, він мав ствол довжиною 305 мм, у порівнянні з револьвером Colt Peacemaker, який мав ствол довжиною 190 мм. Також був револьвер зі стволом 406 мм. За Лейком він мав від'ємний приклад, який легко фіксувався комбінацією гвинтів та напрямних. За словами Лейка, завдяки цьому покращилася точність та дальність стрільби і дозволило стріляти зі зброї як з гвинтівки. Colt Buntline отримав популярність завдяки телесеріалу «Життя та легенда Вайєтта Ерпа».

### Пред'явлення правоохоронцям
Лейк писав, що Нед Бантлайн замовив револьвери в 1876 році, а потім презентував їх Вайєтту Ерпу та чотирьом іншим відомим законникам Дикого Заходу — Бету Мастерсону, Біллу Тілгману, Чарлі Бассетту і Нілу Брауну. Проте, ні Тілгман, ні Браун у той час не були законниками. За словами Лейка, Ерп залишив оригінальну довжину стволу у 300 мм, а інші четверо обрізали стволи до стандартної довжини 7+1⁄2 дюйми або коротше.
Лейк витратив багато зусиль, намагаючись відшукати Buntline Special через компанію Colt, Masterson та контакти на Алясці. Лейк описував зброю як модель Colt Single Action Army з довгим, 300 мм, стволом, стандартними прицілами та дерев'яними накладками на руків'я на яких було вирізьблено ім'я «Ned». Дослідники ніколи не знаходили жодного запису про отримання компанією Кольт замовлення на таку зброю, а зв'язок Неда Бантлайна з Ерпом є сумнівними.

### Записи Кольта
Револьвер можна було замовити спеціально на заводі Кольта в Гартфорді, штат Коннектикут, оскільки надто довгі стволи можна було придбати у Кольта долар за дюйм якщо довжина перевищувала 7,5 дюймів (190 мм). Кілька таких револьверів зі стволами довжиною 16 дюймів та від'ємними прикладами були виставлені на виставці Centennial у 1876 році, але їх продавали під назвою «Buggy rifles». У компанії немає ні записів про Buntline Special, ні записів про будь-які замовлення або відправки Неду Бантлайну. Однак це абсолютно не виключає історичності револьверів. Массад Аюб у статті для журналу Guns Magazine цитував Джозі Ерп, яка згадувала, що Вайєтт Ерп полюбляв револьвер з дуже довгим стволом. Він цитував замовлення бармена Бакскіна Френка Леслі з Тумстоуна в штаті Аризона на револьвер зі схожими параметрами. Це замовлення було зроблено за кілька місяців до бійки у коралі О-Кей.

## Репліки
У 1950-х роках Кольт відновив виробництво револьверів Single Action Army і, на вимоги покупців, випустили версію Buntline. На лівій частині стволу було гравіювання «COLT BUNTLINE SPECIAL .45». Кілька револьверів Buntline третього покоління було випущено наприкінці 1970-х. З 1962 по 1967 роки Кольт випустив 70 New Frontier Buntline Special зі стволами довжиною 12 дюймів та складними прицілами під набій .45 Colt.
1873 Buntline Target є італійським шестизарядним револьвером одинарної дії під набої .357 Magnum або .45 Colt. Його випускала компанія A. Uberti, Srl. Револьвер мав ствол довжиною 18-дюймів без дулового гальма або отворів. Він мав накладки на руків'я з горіху та темно-синє воронування.
Модель Navy Arms Frontier Buntline це шестизарядний револьвер одинарної дії під набої .357 Magnum або .45 Colt, випускала його компанія Navy Arms. Ствол револьвера був довжиною 16.5 дюйми без дулового гальма або отворів. Мав накладки на руків'я з горіху та від'ємний приклад.
Cimarron Firearms пропонували версію під назвою Wyatt Earp Buntline стилізовану під револьвер який використовував Кур Расселл у 1993 році у фільмі «Тумстоун» зі стволом довжиною 10-дюймів срібним значком, інкрустованим на правій накладці руків'я.